# Наконечный, Захар Гаврилович
Захар Гаврилович Наконечный (22 августа 1912 — 15 февраля 1993) — бригадир тракторной бригады Гиагинской МТС Адыгейской автономной области. Участник Великой Отечественной войны. Герой Социалистического Труда (1948).

## Биография
Родился 22 августа 1912 года в станице Гиагинской Майкопского отдела Кубанской области (ныне Гиагинского района Республики Адыгея). Начал работать в 1931 году в колхозе имени Фрунзе трактористом. С 1934 по 1936 год служил в рядах Красной армии. Место призыва: Гиагинский РВК, Краснодарский край, Адыгейская АО, Гиагинский район.
По возвращении окончил курсы комбайнёров и его назначили бригадиром тракторной бригады Гиагинской МТС.

### На фронтах Великой Отечественной войны
22 июня 1941 года призван Гиагинским РВК. С августа 1941 по май 1945 года воевал в должности старшины батареи 47-го кавалерийского полка 50-й кавалерийской дивизии, старшины 4-го эскадрона 12-го кавалерийского полка 3-й гвардейской кавалерийской дивизии 2-го гвардейского кавалерийского корпуса помощника командира взвода кавалерийского полка 3-го гв. кк.
Участник обороны Москвы, штурма и взятия Берлина.

### После войны
Демобилизовался и с 1946 года работал бригадиром тракторной бригады Гиагинской МТС. В первом же послевоенном году за добросовестную работу 3. Г. Наконечный был награждён медалью «За трудовую доблесть».
В 1947 году, соревнуясь с механизаторами тракторной бригады Ивана Андреевича Фурсова, коллектив тракторной бригады добился весомых результатов. Выработка на 15-сильный трактор по бригаде составила 743 гектара мягкой пахоты.
В обслуживаемом колхозе имени Фрунзе с каждого из 1069 гектаров был собран урожай по 17 центнеров зерна с гектара, в том числе озимой пшеницы — с 648 гектаров по 19,52 центнера. Наивысший урожай пшеницы — по 23,78 центнера с гектара был получен на 160-гектарном поле.
За получение высоких урожаев пшеницы при выполнении колхозом обязательных поставок и натуроплаты за работу МТС в 1947 году и обеспеченность семенами зерновых культур для весеннего сева Указом Президиума Верховного Совета СССР от 24 февраля 1948 года Захару Гавриловичу Наконечному присвоено звание Героя Социалистического Труда с вручением ордена Ленина и золотой медали «Серп и Молот».
3. Г. Наконечный много лет руководил тракторной бригадой в колхозе «Россия» Гиагинского района. Земледельцы, вооружённые мощной техникой и передовой наукой, на тех же землях собирали урожаи в два-три раза больше. В 1971 году — первом году девятой пятилетки его бригада собрала с каждого из 700 гектаров по 54 центнера зерна, по 290 центнеров сахарной свеклы и 24 центнера подсолнечника. Коллективу заслуженно присвоено почётное звание — «Бригада высокой культуры земледелия».
В 1973 году за успехи, достигнутые во Всероссийском социалистическом соревновании награждён орденом Октябрьской революции.
После объединения колхозов — бригадир, механик, наставник молодёжи по 1975 год в колхозе «Россия». Член КПСС с 1950 года, избирался членом Гиагинского райкома КПСС, депутатом сельского и районного Советов, награждён юбилейной медалью «За доблестный труд. В ознаменование 100-летия со дня рождения В. И. Ленина».
Персональный пенсионер союзного значения.
Умер 15 февраля 1993 года. Похоронен в станице Гиагинской.

## Награды
- Герой Социалистического Труда (1948);
- Орден Ленина (1948).
- Орден Отечественной войны II степени[1]
- Орден Красной Звезды
- Медаль «За оборону Москвы»[2]
- Медаль «За взятие Берлина»
- Медаль «За отвагу» (СССР)[3]
- Медаль «В ознаменование 100-летия со дня рождения Владимира Ильича Ленина» (6 апреля 1970)
- Медаль «За победу над Германией в Великой Отечественной войне 1941—1945 гг.» (9 мая 1945[4])
- Юбилейная медаль «Двадцать лет Победы в Великой Отечественной войне 1941—1945 гг.» (7 мая 1965[5])
- Юбилейная медаль «Тридцать лет Победы в Великой Отечественной войне 1941—1945 гг.»[6]

## Память

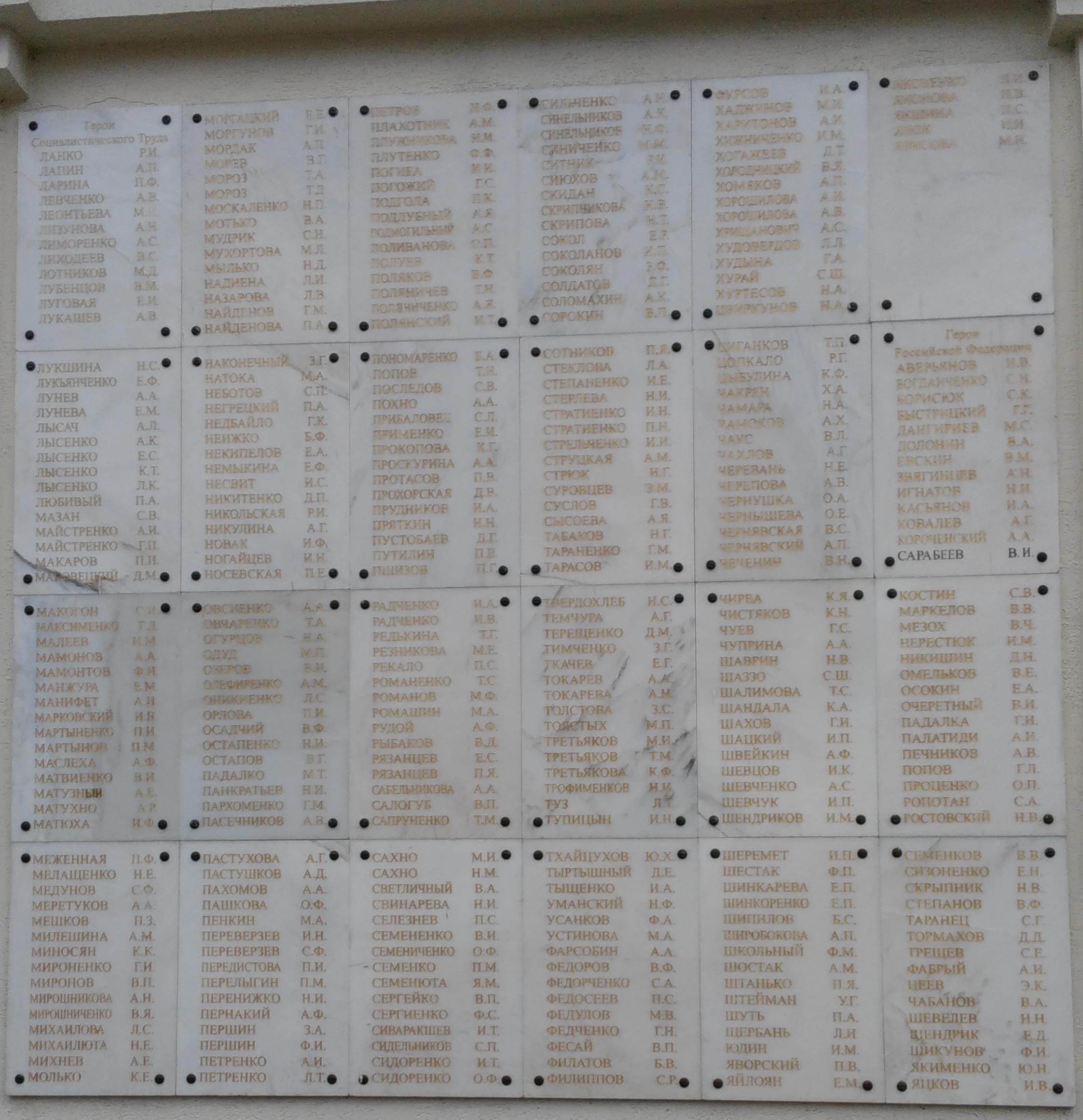
Мемориальная доска с именами Героев Социалистического Труда Кубани и Адыгеи. Краснодар 2017

- На могиле установлен надгробный памятник.
- Имя Героя золотыми буквами вписано на мемориальной доске в Краснодаре.